# Estádio Olímpico José Américo de Almeida
O Estádio Olímpico José Américo de Almeida também conhecido como "Almeidão" é um estádio de futebol e um centro olímpico esportivo localizado na cidade brasileira de João Pessoa, na Paraíba. Situado no Bairro dos Estados, na zona norte da cidade, e conhecido como o antigo Dede, é atualmente a Vila Olímpica Ronaldo Marinho.

## Copa do Mundo de 2014 e Olimpíadas de 2016
A Vila Olímpica de João Pessoa foi confirmada como Centro de Treinamento de Seleções da Copa 2014, sendo uma das opções para as 32 equipes que disputaram a competição. O local também foi considerado como local de treinamento da seleção norte-americana de salto ornamentais que participou das Olimpíadas do Rio de Janeiro.

## Polêmica do milésimo gol
No estádio, 14 de novembro de 1969, Pelé teria marcado seu milésimo gol, em um amistoso entre o Botafogo local e o Santos. O terceiro da partida, aos 23 minutos do segundo tempo, de pênalti, na vitória do clube paulista por três a zero. A marca, no entanto, não é oficialmente reconhecida como a milésima da carreira do jogador, sendo o gol considerado como o de número 999.